# Porsche 914
A Porsche 914 a Porsche AG által Osnabrückben és Stuttgartban, Németországban, 1969 és 1976 között gyártott luxus sportautó. A Porsche 914 a Volkswagen AG és a Porsche együttműködésével tervezett és épített sportkocsi volt. A léghűtéses boxermotorral szerelt autókból az 1969 őszétől 1976-ig terjedő gyártási ciklusban mintegy 120 000 darab hagyta el a gyártósort. A 914-es volt az első nagyszériában gyártott középmotoros sportautó A Formula–1 történelmében az első biztonsági autó – a Mosport Parkban megrendezett 1973-as kanadai nagydíjon – egy Porsche 914-es volt.
A legtöbb autó a Karmann GmbH osnabrücki gyárában készült VW-Porsche márka- és 914/4 típusjelzéssel. A 914/4-esnek a VW Typ 4-ből származó 1,7 l-es 59 kW-os (79 LE-s) négyhengeres, az ülések mögött elhelyezett boxermotorja volt, míg a Porsche márka- és 914 (914/6) típusjelzéssel jelölt autók a Porsche 911 T-ben is használt 2,0 l-es hathengeres 81 kW-os (109 LE-s) motorral épültek – ezeket az autókat a Porsche stuttgarti gyárában készítették.
A 914-es konstrukcióját tekintve kétüléses, középmotoros sportkocsi, targa-tetővel, amit a hátsó csomagtartóban lehetett elhelyezni. A kéziféket a vezető ülése mellett balra helyezték el, így egy pótülés kialakításához elegendő hely szabadult fel a két ülés között – így az autó hivatalosan háromülésés volt.

## A modellfejlesztés háttere
A 60-as évek második felében a Volkswagennél igény merült fel egy sportos modell fejlesztésére, amivel kiválthatnák a Volkswagen Bogár alapjaira épülő, addigra elavult Karmann Ghia modellt. A Porsche kínálatából is hiányzott egy viszonylag olcsó belépő modell, mivel a 356-os gyártásának 1965-ös befejezése után csak a kényszer szülte 912-est kínálták ebben az árszegmensben. A 912-es tulajdonképpen a 911-es gyengébb, a 356C-ből származó, 66 kW-os (89 LE-s), négyhengeres motorral szerelt változata volt, ami így önálló modellnek nem igazán volt tekinthető.
Ferry Porsche és a Porsche-családhoz tartozó Volkswagen vezér Heinrich Nordhoff megegyeztek, hogy a Porsche sportautó fejlesztési tapasztalatait megosztja a Volkswagennel, hogy egy közös modellt fejlesszenek, amit aztán bizonyos különbségekkel, mind Volkswagen, mind pedig Porsche márkanéven is forgalmazni fognak. A megegyezés szerint a Volkswagen értékesítések magas darabszáma gondoskodott a költségek alacsonyan tartásáról, a Porsche a fejlesztési hátteret adta, a karosszéria a gyártását pedig a Karmann GmbH végezte.
A 914-es prototípusának 1968. március 1-jei bemutatásakor Nordhoff már nagyon beteg volt, nem sokkal később – 1968. április 12-én – elhunyt. Az utódja Kurt Lotz nem tartozott a Porsche családhoz és nem ismerte el a Ferry Porsche és Heinrich Nordhoff között szóban megkötött egyezséget. Lotz nézete szerint a karosszéria fejlesztéssel kapcsolatos minden jog a Volkswagent illette, a Porsche csupán a megmunkálásban való hozzájárulása után kapna részesedést. Így helyes és pontos ár- illetve marketingkoncepció hiányában kezdődött meg a sorozatgyártás.
Kompromisszumos megoldásként a Porsche és a Volkswagen alapított egy közös tulajdonú vállalatot, a VW-Porsche Vertriebs G.m.b.H.-t (röviden VG), a Porsche stuttgarti telephelyéhez közeli ludwigsburgi gyárteleppel. Ezért a gyári fotókon a 914/4-eseket LB-s ludwigsburgi rendszámmal lehet látni.

## Név, márkaimázs, marketing

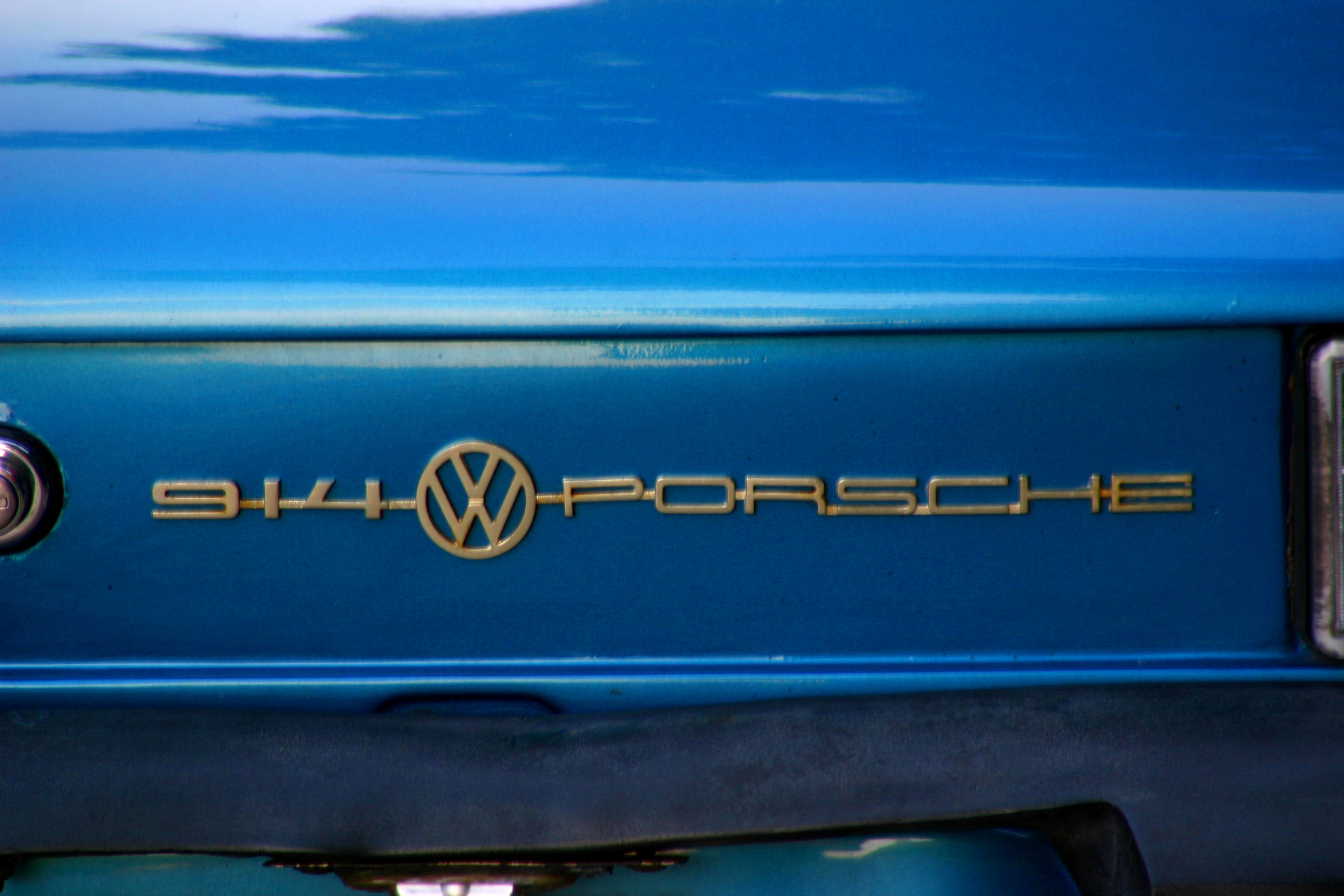
VW-Porsche típusjelölés a 914/4-es hátulján

Európában az autókat VW-Porsche márkanéven árulták. Ebből következett, hogy a köznyelv Volks-Porsche, vagy Volksporsche  illetve gyakran rövidítve „VoPo” néven hívta a típust, jóllehet Fritz Huschke von Hanstein VG marketingvezető közleményben kérte a sajtót, hogy ne használja a VoPo rövidítést a 914-essel kapcsolatban, mert ez emlékeztetett az NDK-s Volkspolizei-jel kapcsolatos köznyelvi rövidítésre. Ez a kétértelmű imázs, a zavaros piaci pozicionálás, a megmunkálási hiányosságok és a karosszériánál fellépő korrodálásra való hajlamosság alacsony presztízst biztosítottak a belépőmodellnek mind a közvélemény, mind a tulajdonosi kör előtt.
Az Egyesült Államokban és Kanadában az autókat az Audi/Porsche kereskedői hálózatán keresztül Porsche márkanéven, Porsche logóval és emblémával forgalmazták. A márkanév és a logó ellenére a négyhengeres modellek típusengedélyében és a forgalmi engedélyében a Volkswagen szerepelt, mint gyártó. A VW-Porsche Vertriebs nem gyártóként, hanem a közös munka összefogására szerveződött leányvállalatként működött közre a típus történetében, így az okmányokba a valós gyártót jegyezték be. A hathengeres modellek azonban a Porsche stuttgarti gyártelepén készültek, így ezeknek az okmányaiba a Porschét jegyezték be gyártóként. A Karmann a nyers karosszériát szállította, amit aztán Stuttgartban szereltek össze kész autóvá.
A Német Közlekedési Hatóság minden 914-es modellt a 0600-as gyártói azonosítóval jelöl, ami a Volkswagen azonosítója. Csak néhány 914/6-os kivétel van – ezek a 0583/309-os Porsche gyártói azonosítóval azonosítottak.

## Sorozatmodellek
Az 1970-es modellévtől 1972-ig a 914/4 a VW 411 E-ből származó 59 kW-os (79 LE-s) 1,7 l-es D-Jetronic befecskendező-rendszerrel ellátott motorral készült, ami a 940 kg össztömegű sportkocsit 177 kmh-ra gyorsította. 1970-ben a 914-es alapára 12 250 német márka volt. A 914/6 a Porsche 911 T-ből származó 81 kW-os (109 LE-s) hathengeres léghűtéses boxermotorral, 201 kmh-s végsebességgel 19 980 német márkába került. Összehasonlításképpen a 125 lóerős 911 T Targáért 23 199 német márkát kellett fizetni, így csak körül-belül 16%-kal került többe a 914/6-nál, ezért az első modellévben mindössze 2657 vevő döntött a 914/6 mellett, 1971-ben ez a szám 432-vel, majd 1972-ben további 229-cel csökkent. 1973-tól kivette a Porsche a 914/6-ot a kínálatából. A 914/6-ost felár ellenében acél sárvédő szélesítésekkel is lehetett rendelni (M471-es típuskóddal), ezzel az autó a 914/6 GT-hez hasonló külsőt kapott. Egy másik rendelhető extra, a Porsche 911-ből származó, úgynevezett Sportomatic négyfokozatú félautomata nyomatékváltó volt –, ezt az opciót, csak nagyon kevés vásárló választotta.
Az 1973-as modellévben történtek a legmeghatározóbb változtatások a típusban. A leginkább kritizált fődarabot, a nyomatékváltót egy újonnan fejlesztettre cserélték és a korábban fix pozíciójú utasülés állítható lett. A 914/6-os gyártását leállították, ellentételezésként a Volkswagen palettáról hozott, megnövelt hengerűrtartalmú 2,0 l-es négyhengeres, D-Jetronic befecskendező-rendszerű, 74 kW-os (99 LE-s) teljesítményű motorral szerelt változatot hozták forgalomba. Ezzel közel azonos menettulajdonságokat ért el az autó, mint a 914/6, mert bár 7 kW-tal (10 LE-vel) gyengébb volt, de 40 kg-mal könnyebb is. A 914/6-os gyártásának leállása miatt – mivel már csak négyhengeres változatok maradtak piacon – a típusjelekből elhagyták a hengerszám jelölést, így a 914/4 típusjelzés helyett egyszerűen a lökettérfogatra utaló jelölést használtak, úgy mint 914 1.7, vagy 914 2.0.
Az 1974-es modellévben a belépőmodell motorját 1,8 l-re növelték. Az európai modellekben két darab Solex porlasztó gondoskodott az üzemanyag ellátásról és 63 kW (84 LE) teljesítménnyel rendelkeztek, míg az USA piacos modellekben – a szigorúbb környezetvédelmi előírások miatt – 63 kW-os (84 LE-s) motor volt L-Jetronic befecskendező-rendszerrel és katalizátorral. Szintén környezetvédelmi előírások miatt néhány piacra készítettek még 914-est 1,7 l-es 53 kW-os (71 LE-s) motorral.
1975-ben az addigi préselt acél lökhárítókat műanyag lökhárítókkal váltották fel. A USA-piacos változatokon a lökhárítóra ütköző-babák kerültek – mivel az ottani előírások szerint a lökhárító elemeknek 8 km/h-s (5 mérföld óránként) sebességgel elszenvedett ütközést maradandó deformáció nélkül kell elviselniük. A korábban kör alakú kiegészítő fényszóró szögletes lett.
A gyártás befejezésének évében – 1976-ban – még 4075 darab 914-es készült – ezek mindegyike az Egyesült Államokban talált gazdára.
Az USA modellek – modellévenként és szövetségi államonként eltérően – katalizátorral, a biztonsági öv becsatolására figyelmeztető rendszerrel, erősebb lökhárítókkal, az ajtókon oldalvédő műanyag elemmel kerültek forgalomba. A sárga-fehér irányjelző/helyzetjelző lámpa egyszínű borostyánsárga volt, szimmetrikus fényszórókkal szerelték az autókat. Mivel az autókat bevezetésüktől fogva Porsche márkanéven forgalmazták, ezt kihangsúlyozandó aranyszínű (később krómozott) PORSCHE feliratot helyeztek el a motortakaró-rácson, a kormányra pedig a Porsche címert préselték. A Porsche címer az elülső csomagtérfedélen nem gyári tartozék volt –, ezt részben a kereskedők helyezték el az autón átadás előtt.

## Átépítések és különleges modellek

### Porsche 914/6 R
A versenysportban a modell a 914/6 R modell lévén szerzett ismertséget. Azért, hogy a FIA-nál homologizáltatni lehessen GT osztályban, 914/6 GT néven forgalmazták. Összesen körül-belül 32 darab gyári 914/6 GT épült, ezeken kívül pedig hivatalosan körül-belül 400 darab GT Porsche átépítőkészletet hoztak forgalomba. A GT alvázszáma a sorozatgyártású modelleknek megfelelő, ezért a beazonosításuk nehézkes ez alapján, illetve a darabszámok pontos meghatározása nem lehetséges. A sárvédő szélesítések és a karosszéria megerősítése mellett egy plusz olajhűtőt is alkalmaztak, illetve hengerenkénti kétgyertyás gyújtással építetteék a 2,0 l-es hathengeres, léghűtéses boxermotorokat. A ralipályákon kevéssé sikeres 914/6 GT a pályaversenyeken nagyon jó eredményekkel szerepelt.

### Porsche 916

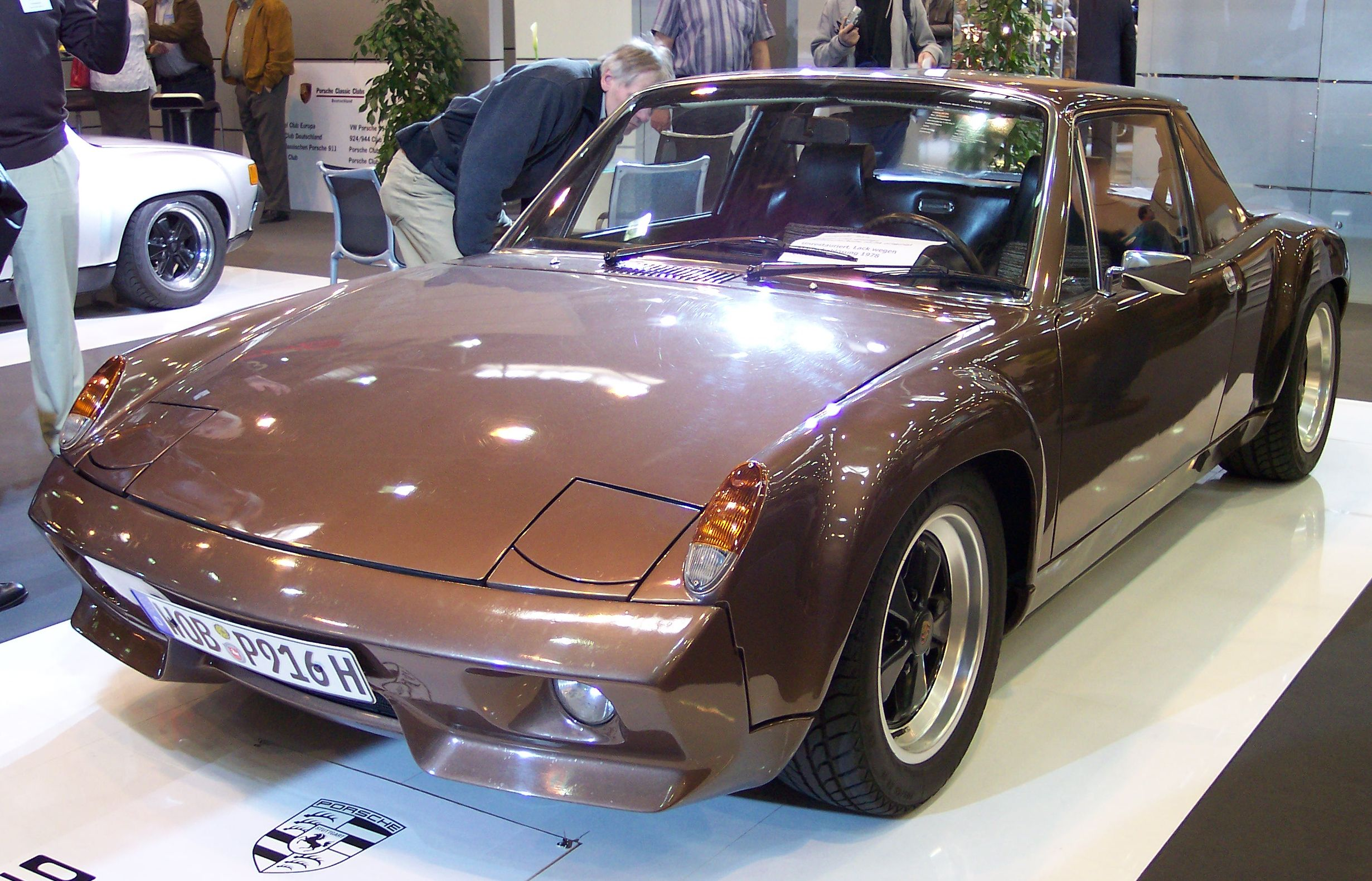
Porsche 916

A Porsche 916-os a 914/6-os leváltására tervezett modell volt, amiből összesen tizenegy darab épült az 1971-es év során. A sorozatgyártásból származó, 914 1430195 alvázszámú karosszériára épülő prototípus mellett egy tízdarabos előszéria sorozatot építettek 914 2330011 alvázszám kezdettel. Mind a tizenegy darab autó egyedi, mind külső felépítésében, mind – többnyire sport orientált – belső berendezésében. A sárvédő szélesítések mellett, a nagyobb karosszériamerevség elérése miatt fix acéltetővel készültek. Az első három darab a 911 S 2,4 l-es 140 kW-os (188 LE-s) motorjával hét másodperces 0–100 km/h-s gyorsulást, illetve 233 km/h-s végsebességet produkált. A többi autó a 911 Carrera 2,7 l-es 154 kW-os (207 LE-s) motorjával készült. Az elkészült példányokból a Porsche-Piëch család részére félretettek öt darabot, a maradék hatot pedig törzsvevőknek értékesítették.

### Porsche 914/8
A Porsche 914/8-as a 908/3 3.0l-es nyolchengeres, léghűtéses boxermotorját kapta meg és összesen kettő darab készült belőle. Az első példány alvázszáma 914111, ebben egy 220 kW-os (295 LE-s) motor volt és Ferdinand Piëch számára készült. A pirosra fényezett autó legfeltűnőbb ismertetőjegye a szélesebb, dupla rejtett lámpák. A másik, 914 006 alvázszámú ezüst színű példányt Ferry Porsche 60. születésnapjára készítették. Ez egy  192 kW-os (257 LE-s) motorral rendelkező példány volt S-R 3000 forgalmi rendszámmal, külső jegyeiben hasonló volt a széria darabokhoz.

## Technikai adatok

### Sorozatmodellek
A Porsche 914-est 1969 és 1974 között a következő kivitelekben forgalmazták.
| Porsche 914:                    | 914/4 1.7 (Targa)                                                      | 914/6 (Targa)                                                                        | 914 1.8 (Targa)                                                        | 914 2.0 (Targa)                                                        |
| ------------------------------- | ---------------------------------------------------------------------- | ------------------------------------------------------------------------------------ | ---------------------------------------------------------------------- | ---------------------------------------------------------------------- |
| Motor:                          | 4 hengeres boxer (négyütemű, befecskendező)                            | 6 hengeres boxer (négyütemű, porlasztó)                                              | 4 hengeres boxer (négyütemű, porlasztó)                                | 4 hengeres boxer (négyütemű, befecskendező)                            |
| Lökettérfogat:                  | 1679 cm³                                                               | 1991 cm³                                                                             | 1795 cm³                                                               | 1971 cm³                                                               |
| Furat × löket:                  | 90 × 66 mm                                                             | 80 × 66 mm                                                                           | 93 × 66 mm                                                             | 94 × 71 mm                                                             |
| Teljesítmény 1/min-nél:         | 59 kW (80 LE)/4900                                                     | 81 kW (110 LE)/5800                                                                  | 63 kW (85 LE)/5000                                                     | 74 kW (100 LE)/5000                                                    |
| Max. forgatónyomaték 1/min-nél: | 136 Nm/2700                                                            | 160 Nm/4200                                                                          | 138 Nm/3400                                                            | 160 Nm/3500                                                            |
| Sűrítési viszony:               | 8,2: 1                                                                 | 8,6: 1                                                                               | 8,6: 1                                                                 | 8,0: 1                                                                 |
| Vezérlés:                       | alulvezérelt felülszelepelt(OHV), egy darab központi vezérműtengellyel | alulvezérelt felülszelepelt(OHV), két darab darab hengersoronkénti vezérműtengellyel | alulvezérelt felülszelepelt(OHV), egy darab központi vezérműtengellyel | alulvezérelt felülszelepelt(OHV), egy darab központi vezérműtengellyel |
| Hűtés:                          | léghűtés                                                               | léghűtés                                                                             | léghűtés                                                               | léghűtés                                                               |
| Nyomatékváltó:                  | 5 fokozatú kézi, hátsókerékhajtás                                      | 5 fokozatú kézi, hátsókerékhajtás                                                    | 5 fokozatú kézi, hátsókerékhajtás                                      | 5 fokozatú kézi, hátsókerékhajtás                                      |
| Kerékfelfüggesztés elöl:        | független kerékfelfüggesztés keresztlengőkarral                        | független kerékfelfüggesztés keresztlengőkarral                                      | független kerékfelfüggesztés keresztlengőkarral                        | független kerékfelfüggesztés keresztlengőkarral                        |
| Kerékfelfüggesztés hátul:       | független kerékfelfüggesztés hosszlengőkarral                          | független kerékfelfüggesztés hosszlengőkarral                                        | független kerékfelfüggesztés hosszlengőkarral                          | független kerékfelfüggesztés hosszlengőkarral                          |
| Rugózás elöl:                   | hosszában fekvő torziós                                                | hosszában fekvő torziós                                                              | hosszában fekvő torziós                                                | hosszában fekvő torziós                                                |
| Rugózás hátul:                  | tekercsrugó                                                            | tekercsrugó                                                                          | tekercsrugó                                                            | tekercsrugó                                                            |
| Karosszéria:                    | önhordó acélkarosszéria                                                | önhordó acélkarosszéria                                                              | önhordó acélkarosszéria                                                | önhordó acélkarosszéria                                                |
| nyomtáv elöl/hátul:             | 1337/1374 mm                                                           | 1361/1382 mm                                                                         | 1361/1382 mm                                                           | 1361/1382 mm                                                           |
| Tengelytáv:                     | 2450 mm                                                                | 2450 mm                                                                              | 2450 mm                                                                | 2450 mm                                                                |
| Gumik:                          | 155 SR 15                                                              | 165 HR 15 vagy 185 HR 14                                                             | 165 SR 15                                                              | 165 HR 15                                                              |
| Méretek H × Sz × M:             | 3985 × 1650 × 1220 mm                                                  | 3985 × 1650 × 1220 mm                                                                | 3985 × 1650 × 1230 mm                                                  | 3985 × 1650 × 1230 mm                                                  |
| Saját tömeg:                    | 940 kg                                                                 | 985 kg                                                                               | 950 kg                                                                 | 950 kg                                                                 |
| Végsebesség:                    | 186,5 km/h                                                             | 207 km/h                                                                             | 178 km/h                                                               | 190 km/h                                                               |
| Gyorsulás 0 – 100 km/h:         | 13,3 s                                                                 | 8,7 s                                                                                | 12,0 s                                                                 | 10,5 s                                                                 |

### Versenysport és kisszériás modellek
| Porsche 914/916:                | 914/6 R (914/6 GT)                                             | 916 (3 darab) | 916 (8 darab) | 914/8 (1 darab Ferry Porsche részére)            | 914/8 (1 darab kísérleti példány Ferdinand Piëch részére) |
| ------------------------------- | -------------------------------------------------------------- | --- | --- | ------------------------------------------------ | --------------------------------------------------------- |
| Motor:                          | 6 hengeres boxer (négyütemű, porlasztó)                        | 6 hengeres boxer (négyütemű, befecskendező) | 6 hengeres boxer (négyütemű, befecskendező) | 8 hengeres boxer (négyütemű, befecskendező)      | 8 hengeres boxer (négyütemű, befecskendező)               |
| Lökettérfogat:                  | 1991 cm³                                                       | 2311 cm³ | 2653 cm³ | 3000 cm³                                         | 3000 cm³                                                  |
| Furat × löket:                  |                                                                | | |                                                  |                                                           |
| Teljesítmény 1/min-nél:         | 140 kW (190 LE) 154 kW (210 LE)                                | 140 kW (190 LE) | 154 kW (210 LE) | 192 kW (260 LE)                                  | 220 kW (300 LE)                                           |
| Max. forgatónyomaték 1/min-nél: |                                                                | | | 319 Nm / 6700                                    | 319 Nm / 6700                                             |
| Sűrítési viszony:               |                                                                | | |                                                  |                                                           |
| Vezérlés:                       | kettő darab felülfekvő vezérműtengely                          | kettő darab felülfekvő vezérműtengely | kettő darab felülfekvő vezérműtengely |                                                  |                                                           |
| Hűtés:                          | léghűtés                                                       | léghűtés | léghűtés | léghűtés                                         | léghűtés                                                  |
| Nyomatékváltó:                  | 5 fokozatú kézi, hátsókerék-hajtás                             | 5 fokozatú kézi, hátsókerék-hajtás | 5 fokozatú kézi, hátsókerék-hajtás | 5 fokozatú kézi, hátsókerék-hajtás               | 5 fokozatú kézi, hátsókerék-hajtás                        |
| Kerékfelfüggesztés elöl:        | független kerékfelfüggesztés keresztlengőkarral                | független kerékfelfüggesztés keresztlengőkarral | független kerékfelfüggesztés keresztlengőkarral | független kerékfelfüggesztés keresztlengőkarral  | független kerékfelfüggesztés keresztlengőkarral           |
| Kerékfelfüggesztés hátul:       | független kerékfelfüggesztés hosszlengőkarral                  | független kerékfelfüggesztés hosszlengőkarral | független kerékfelfüggesztés hosszlengőkarral | független kerékfelfüggesztés hosszlengőkarral    | független kerékfelfüggesztés hosszlengőkarral             |
| Rugózás elöl:                   | hosszában fekvő torziós                                        | hosszában fekvő torziós | hosszában fekvő torziós | hosszában fekvő torziós                          | hosszában fekvő torziós                                   |
| Rugózás hátul:                  | hosszában fekvő tekercs                                        | hosszában fekvő tekercs | hosszában fekvő tekercs | hosszában fekvő tekercs                          | hosszában fekvő tekercs                                   |
| Karosszéria:                    | önhordó könnyűépítésű acélkarosszéria, csavarrögzítésű tetővel | önhordó könnyűépítésű acélkarosszéria, hegesztett acéltetővel, sárvédő szélesítéssel, megerősített karosszéria, megnövelt méretű motorháztető, egyedi belsőtér | önhordó könnyűépítésű acélkarosszéria, hegesztett acéltetővel, sárvédő szélesítéssel, megerősített karosszéria, megnövelt méretű motorháztető, egyedi belsőtér | önhordó acélkarosszéria, fixen rögzített tetővel | önhordó acélkarosszéria, fixen rögzített tetővel          |
| Nyomtáv elöl/hátul:             |                                                                | | |                                                  |                                                           |
| Tengelytáv:                     | 2450 mm                                                        | 2450 mm | 2450 mm | 2450 mm                                          | 2450 mm                                                   |
| Gumik/keréktárcsák:             |                                                                | | |                                                  |                                                           |
| Méretek H × Sz × M:             | 3985 × 1650 × 1240 mm                                          | 3985 × 1650 × 1240 mm | 3985 × 1650 × 1240 mm | 3985 × 1650 × 1240 mm                            | 3985 × 1650 × 1240 mm                                     |
| Saját tömeg:                    |                                                                | | |                                                  |                                                           |
| Végsebesség:                    |                                                                | 233 km/h | 245 km/h |                                                  |                                                           |

## Fordítás
Ez a szócikk részben vagy egészben  a   Porsche 914 című német Wikipédia-szócikk ezen változatának fordításán alapul.  Az eredeti cikk szerkesztőit annak laptörténete sorolja fel. Ez a jelzés csupán a megfogalmazás eredetét és a szerzői jogokat jelzi, nem szolgál a cikkben szereplő információk forrásmegjelöléseként.